# Хашимов, Уткир
Уткир Хашимов (5 августа 1941, Ташкент — 24 мая 2013, там же) — узбекский советский прозаик, драматург, редактор. Народный писатель Узбекской ССР (1991).

## Жизнь Уткира Хашимова
Родился 5 августа 1941 года в махалле Домбрабад города Ташкента в семье рабочего. 
Творческий путь Уткира Хашимова начался с написания стихов и очерков. Первый его сборник был издан в 1962 году. Первая книга - повесть "Степной простор" была издана в 1963 году. Она была высоко оценена Абдуллой Каххаром. 
В 1964 г. окончил факультет журналистики Ташкентского государственного университета (ныне — Национальный университет Узбекистана).
- 1959—1966 гг. — сотрудник редакции газеты «Темирйулчи». Затем — в редакциях газет «Тошкент хакикати»,
- с 1966 г. — заведующий отделом в редакции газеты «Тошкент окшоми», заместитель главного редактора в издательстве литературы и искусства имени Гафура Гуляма, главный редактор журнала «Шарк юлдузи»,
- 1995—2005 гг. — председатель комитета Олий Мажлиса Республики Узбекистан по печати и информации.

Среди произведений: романы — «Свет не без тени», «Меж двух дверей», «Жизнь проведенная во сне», рассказы — «Любовь», «Последняя жертва войны», «Узбекское дело», повести — «День мотылька», «Что скажут люди», «Неповторимая весна», «Прислушайся к сердцу», «Дела земные», драматические произведения — «Весна прошла мимо», «Чужая забота», «Приглашаем на свадьбу», «Репрессия». перевёл на узбекский язык произведения Э.Хемингуэя, К.Симонова, А.Куприна, О.Берггольц. Его произведения были напечатаны на многих иностранных языках.

## Награды и звания
Удостоен почётного звания «Народный писатель Узбекской ССР» в 1991 году, был награждён Государственной премией Узбекской ССР (1986) за роман "Войти и выйти", орденами «Мехнат шухрати» и «Буюк хизматлари учун». В 1982 году присуждена премия имени Ойбека за повесть "Дела земные".